# صدای آمریکا
صدای آمریکا (به انگلیسی: Voice Of America) شبکه خبری رادیویی و تلویزیونی ایالات متحده آمریکا است. پیشینه صدای آمریکا به سال ۱۹۴۲ بر می‌گردد.

## تاریخچه

### جنگ سرد
صدای آمریکا در طول جنگ سرد فعالیت‌های خود را افزایش داد.

### وابستگی سازمانی

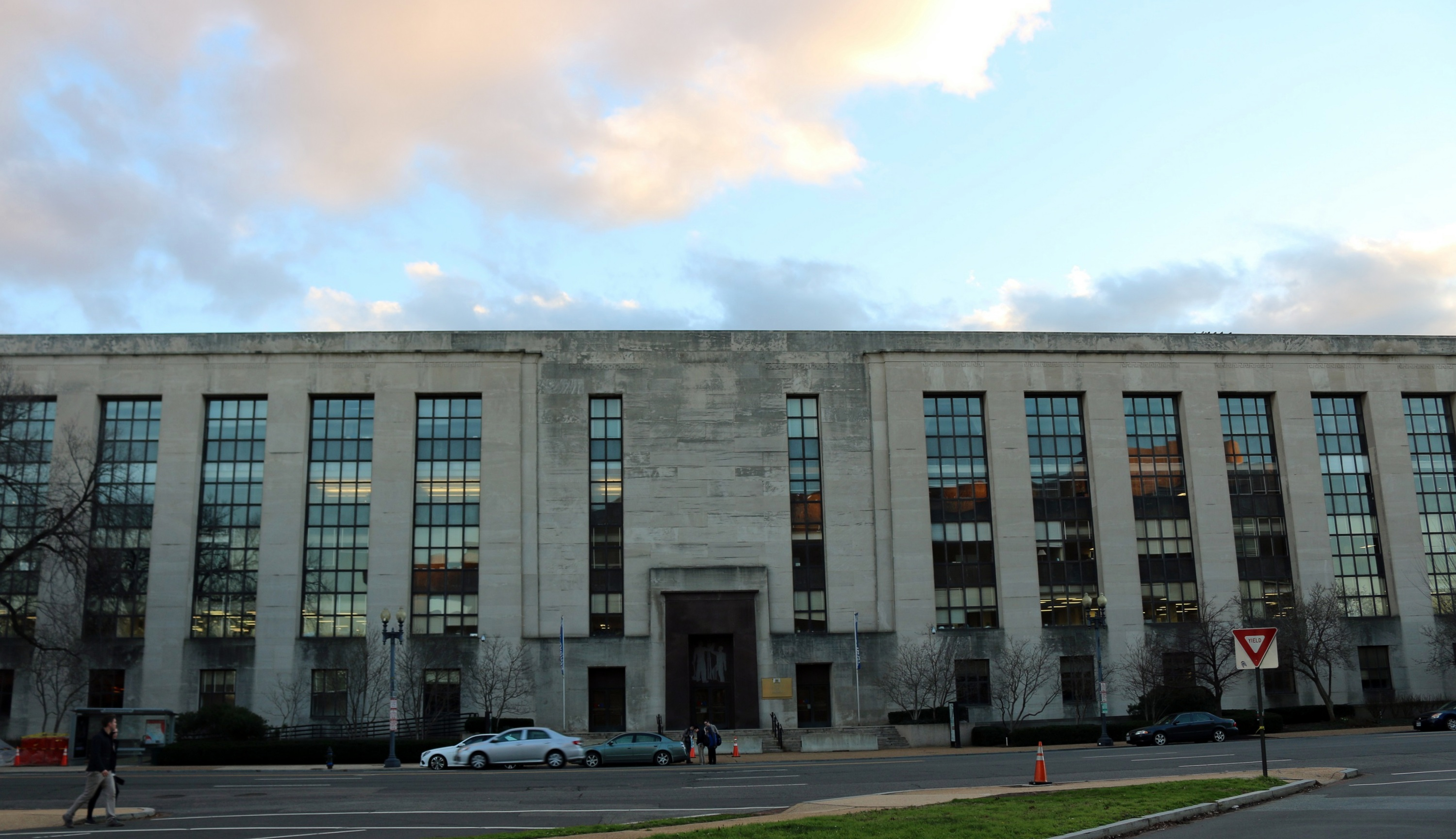
ساختمان اصلی صدای آمریکا در واشینگتن دی.سی.

- از ۱۹۴۲ تا ۱۹۴۵ زیرمجموعه اداره اطلاعات جنگ (به انگلیسی: Office of War Information)
- از ۱۹۴۵ تا ۱۹۵۳ زیرمجموعه وزارت امور خارجه آمریکا (به انگلیسی: The State Department)
- از ۱۹۵۳ تا ۱۹۹۹ زیرمجموعه آژانس اطلاعات ایالات متحده (به انگلیسی: U.S. Information Agency)
- از ۱۹۹۹ تاکنون زیرمجموعه هیئت کارفرمایان پخش (به انگلیسی: Broadcasting Board of Governors)[۶]

## زبان‌ها
در میانه جنگ جهانی دوم VOA روزانه ۱۵ دقیقه پخش رادیویی به زبان انگلیسی داشت. از ۱۹۴۷ پخش برنامه‌ها به زبان روسی برای ارتباط با مردم اتحاد جماهیر شوروی آغاز شد. بخش عربی از ۱۹۵۰ آغاز به کار نمود. همچنین بخش کردی صدای آمریکا از سال ۱۹۹۲ آغاز بکار کرد. این رسانه دارای بخش رادیویی و تلویزیونی به ۲۵ زبان و بخش منحصراً رادیویی به ۴۶ زبان است.

### بخش انگلیسی ویژه
مخاطبان بخش انگلیسی ویژه (به انگلیسی: Special English) مردمی هستند که مهارت متوسط یا کمتر در درک زبان انگلیسی دارند. مجریان اخبار و سایر برنامه‌های این بخش با استفاده از واژگان و دستور زبان ساده‌تر، جملات کوتاه‌تر و بازگویی مطالب با سرعت کمتر امکان بهره‌گیری از این برنامه‌ها را برای افراد بیشتری فراهم می‌کنند.
این بخش همچنین می‌تواند برای یادگیری زبان انگلیسی سودمند باشد. برای نمونه بخش مذکور میان زبان‌آموزان چینی بسیار پرطرفدار است و مورد استفاده بسیاری از آن‌ها قرار می‌گیرد. بخش انگلیسی ویژه از ۱۹۵۹ پخش می‌شود.

### بخش فارسی
بخش فارسی رادیویی صدای آمریکا از سال ۱۳۵۸ (۱۹۷۹) آغاز به کار کرد. پخش تلویزیونی برنامه‌های فارسی نیز از ۱۳۷۵ (۱۹۹۶) ممکن شد.

## توقف فعالیت در دولت ترامپ
در ۱۴ مارس ۲۰۲۵ دونالد ترامپ دستور کاهش بودجه سازمان مادر صدای آمریکا یعنی سازمان رسانه‌های جهانی ایالات متحده را صادر کرد. روز بعد مایکل آبراموویتز، مدیر وقت صدای آمریکا در شبکه اجتماعی لینکدین اعلام کرد که او به همراه تقریباً همه ۱۳۰۰ نفر پرسنل این رسانه، به مرخصی اجباری فرستاده شده‌اند. آبراموویتز در پست خود نوشت که VOA به اصلاحات سنجیده نیاز دارد و در این زمینه پیشرفت‌هایی حاصل شده است. اما کنار گذاشتن کارکنان به این معنی است که این رسانه دیگر نمی‌تواند مأموریت خود را انجام دهد. ویلیام گالو، رئیس دفتر صدای آمریکا در سئول اعلام کرد که دیگر دسترسی به سیستم‌ها و حساب‌های کاری خودش ندارد و آنها برای او قفل شده‌اند.
بر اساس گزارش شنوندگان، برخی از ایستگاه‌های رادیویی محلی VOA پخش اخبار را متوقف کرده و برای پر کردن زمان برنامه‌هایشان، فقط موسیقی پخش می‌کنند. حتی به سردبیران ارشد صدای آمریکا نیز دستور داده شده که فعالیت خود را متوقف کنند. به گفته چندین منبع که به شرط ناشناس ماندن با سی‌ان‌ان صحبت کردند، انتظار می‌رود پوشش خبری جهانی این رسانه کاملاً از کار بیفتد. علاوه بر کارکنانی که به مرخصی فرستاده شدند، برخی از پیمانکارانی که با VOA همکاری می‌کردند، به تحویل کارت‌های شناسایی خود ملزم شدند. برخی دیگر از کارکنان به دفاتر VOA رفتند تا وسایل شخصی خود را جمع‌آوری کنند. زیرا می‌ترسیدند که دیگر اجازه ورود نداشته باشند.
در اوایل مارس ۲۰۲۵ سازمان رسانه‌های جهانی ایالات متحده اعلام کرد که می‌خواهد با قطع بودجه، رادیو اروپای آزاد و صدای آمریکا را تعطیل کند. اما در اواخر مارس ۲۰۲۵ این نهاد اعلام کرد از تصمیم خود عقب می‌نشیند.

## جنجال‌ها

### مصاحبه با ملا محمد عمر
بخش انگلیسی صدای آمریکا در اواخر سپتامبر۲۰۰۱ با ملا عمر از رهبران ارشد طالبان گفتگو کرد.

### مصاحبه با عبدالمالک ریگی
بخش فارسی صدای آمریکا در اوایل آوریل ۲۰۰۷ با عبدالمالک ریگی رهبر جندالله گفتگو کرد. بینندگان برنامهٔ میزگردی با شما که آن شب به وقت ایران به مجریگری بیژن فرهودی روی آنتن رفته بود، در آغاز گفتگویی با منوچهر گنجی (وزیر پیشین آموزش و پرورش ایران و رهبر کنونی سازمان درفش کاویانی) را شاهد بودند. در اواسط برنامه ارتباط تلفنی با ریگی برقرار شد و بیژن فرهودی او را تحت عنوان رهبر جنبش مقاومت مردم ایران (نامی که از چند ماه پیش از آن جندالله خود را با آن می‌خواند) خطاب کرد. گنجی به شدت از اقدامات خشونت بار سازمان ریگی انتقاد کرد و راه انتقاد از جمهوری اسلامی را نافرمانی مدنی و مبارزه بی خشونت دانست. پس از این مصاحبه انتقادهای بسیاری به صدای آمریکا وارد شد و صدا و سیما با پخش گزارشی دربارهٔ این مصاحبه آن را سند حمایت دولت آمریکا از جندالله خواند. میزگردی با شما بعداً جای خود را به روی خط داد.

### خودسوزی در تبت
در مستندی که توسط تلویزیون مرکزی چین منتشر کرد، تصریح کرد که صدای آمریکا تبتی‌ها را به خودسوزی تشویق می‌کند. این مستند ۲۵ دقیقه‌ای مردی تبتی را نشان داد که در بیمارستان به دلیل تلاش برای خودسوزی بستری بود. او برای توضیح دلیل اقدام به آتش‌زدن خود گفت: «من این کار را پس از دیدن صدای آمریکا انجام دادم. عکس‌های کسانی که خودسوزی کردند را دیدم. مانند قهرمانان با آنها رفتار می‌شد.» پیش از این مستند، روزنامه چاینا دیلی گزارشی منتشر کرد که صدای آمریکا در حال تأثیرگذاری بر تصمیم تبتی‌ها برای خودسوزی است. این روزنامه با اشاره به یک تبتی ۱۸ ساله که تلاش به خودسوزی کرده بود، نوشت که او خودسوزی‌های گزارش شده توسط VOA را می‌ستود و آنها را به عنوان قهرمان می‌دانست.